# Epilator
En epilator er et elektrisk apparat, der fjerner hår ved mekanisk at rive dem ud. Metoden har ligheder med en voksbehandling.
Epilering kan være lige så smertefuld som voksbehandling, da den trækker hår op med rod. Da behandlingen er særlig smertefuld første gang, foretrækker mange at få voksbehandling før brugen af epilator.
Alternativet er barbering, hvor hårene skæres over ved huden.